# Les amants d'un jour
Les amants d'un jour è una canzone scritta da Claude Delécluse e Michèle Senlis per il testo e da Marguerite Monnot per la musica, portata al successo in Francia da Édith Piaf nel 1956; la cantante la incise per il 45 giri Les Amants D'un Jour/Soudain Une Vallée (Columbia, SCRF 210), e nello stesso anno la incluse nell'EP Soudain, une vallée/L’homme à la moto/Avant nous/Les amants d’un jour (ESRF 1070).

## Storia e testo
Il tema della canzone è quello di amore e morte. La storia si svolge all'interno di un albergo a ore, il narratore è un cameriere dell'albergo. Il cameriere, che lavorava seguendo la solita routine quotidiana, una mattina era stato colpito da una coppia di clienti che «puliti, educati, sembravano finti, sembravano proprio due santi dipinti!»
Così li aveva accomodati nella miglior stanza e gli aveva dato le lenzuola più nuove prima di salutarli con un sorriso. Tuttavia, più tardi scoprì la tragedia: i due giovani «se n'erano andati in silenzio perfetto, lasciando soltanto i due corpi nel letto.» Questo testo trattava dei temi insoliti in Italia in quegli anni: l'amore fuori del matrimonio, il suicidio. Per un certo tempo la censura provvedette ad oscurare il brano e fare in modo che non venisse trasmesso, ma nel '69 Pagani, dopo una lunga battaglia con la RAI, poté cantare in radio ed in televisione questa ed altre sue canzoni "proibite".

## La versione in italiano
Herbert Pagani tradusse la canzone in italiano, lasciando inalterato il racconto, e la incise sul lato B del 45 giri Cento scalini/Albergo a ore nel 1969.

## Altre versioni in italiano
La versione italiana, Albergo ad ore, ha goduto di una grande popolarità, ed è stata riproposta nel corso degli anni da:
- Gino Paoli (come 45 giri già nel 1969, poi nell'Lp Le due facce dell'amore, del 1971, e ancora in Il mio mestiere (1977)
- Milva, Canzoni di Edith Piaf, (1970)
- Ornella Vanoni, Ah! L'amore l'amore, quante cose fa fare l'amore! (1971), e Oggi le canto così, vol.1, (1979) e Ornella Vanoni Live@RTSI (2001)
- Marcella Bella, Tu non hai la più pallida idea dell'amore (1972)
- Luisella Guidetti, ...Stame tacà (1978)
- Ornella Vanoni e Gino Paoli, Insieme (1985), e VanoniPaoli Live (2005)
- Gianni Gori - L.P. Regalami un pensiero (1991)
- Paolo Rossi nel programma televisivo Su la testa! (1992), poi in Hammamet e altre storie  (1994)
- Patrizia Laquidara (2006)
- Lalo, Spaesando... Storie d'amore e libertà
- Macrobiotics, Balerasteppin (2011)
- Deborah Iurato Amici 13 (2014)
- Tish Amici 18 (2019)

Leopoldo Mastelloni ha fatto un libero adattamento in napoletano, ove i due amanti sono una coppia omosessuale, intitolato Hotel Syrena, nello spettacolo omonimo, e poi inciso col titolo originale "Les amants d'un jour" nella raccolta 87 amori, 2007. Anche nella versione di Paolo Rossi, la coppia è  omosessuale e uno dei due è un travestito.
Una parodia "Albergo a ore-Hotel scorretto" (gli amanti scappano dalla finestra senza pagare e rubando gli oggetti di valore) è stata cantata da Rosanna Ruffini,  nell'Lp - Sono nata con la camicia, del 1976.